# خوشالي كومار
خوشالي كومار (بالإنجليزية: Khushali Kumar)‏ (مواليد 19 ديسمبر 1988، مومباي) هي ممثلة ومصممة أزياء هندية. ولدت في أسرة بنجابية هندوسية لقطب الموسيقى الراحل جولشان كومار دوا، مؤسس مجموعة T-Series والأم سوديش كوماري دوا. في عام 2015، ظهرت لأول مرة في فيديو أغنية بوليوود Mainu Ishq Da ومنذ ذلك الحين ظهرت في الأغاني الشعبية مثل Highway Star و Raat Kamaal Hai و Mere Papa و Ik Yaad Purani.
بعد تخرجها في تصميم الأزياء من NIFT، دلهي، واصلت تصميم تصاميم ارتدتها نجمة البوب شاكيرا، الحائزة على جائزة جرامي مرتين، المغنية لين رايمز، جينا ديوان تاتوم، سبايس جيرلز ميلاني سي، كارمن إلكترا من بين آخرين. صممت أيضًا الفيديو الموسيقي لجوستين بيبر انتظر دقيقة.
ستقدم كومار أول تمثيل لها في فيلم Dahi Cheeni من بطولة R. Madhavan حيث ستلعب دور محامية.
ظهرت خوشالي في فيديو موسيقي غنته أختها تولسي كومار لتكريم والدها الراحل جولشان كومار ".
في عام 2018، ظهر كومار في عدد قليل من الأفلام القصيرة، من بينها فيلم Jeena Mushkil Hai Yaar الذي تم عرضه في مهرجانات سينمائية مثل Life of Film Maker's Session ، و Pinewood Studio's UK و 9th Dada Saheb Phalke Film Festival وفاز بجائزة لجنة التحكيم الشرفية. في مهرجان دادا صاحب فالك. فازت خوشالي كومار بجائزة اختيار النقاد عن أدائها في الفيلم الهندي الطويل، جينا مشكيل هاي يار، في مهرجان دروك السينمائي الدولي.

## وصلات خارجية
- خوشالي كومار على موقع IMDb (الإنجليزية)
- خوشالي كومار على موقع قاعدة بيانات الأفلام العربية
- خوشالي كومار على موقع قاعدة بيانات الفيلم (الإنجليزية)

1. 1 2  Internet Movie Database (بالإنجليزية), QID:Q37312
2. ↑  Internet Movie Database (بالإنجليزية), QID:Q37312